# 6526 Matogawa
A 6526 Matogawa (ideiglenes jelöléssel 1992 TY) a Naprendszer kisbolygóövében található aszteroida. Kin Endate és Vatanabe Kazuró fedezte fel 1992. október 1-jén.